# 2748 Patrick Gene
2748 Patrick Gene è un asteroide della fascia principale. Scoperto nel 1981, presenta un'orbita caratterizzata da un semiasse maggiore pari a 2,8070386 UA e da un'eccentricità di 0,1342680, inclinata di 4,22825° rispetto all'eclittica.
L'asteroide è dedicato al figlio della scopritrice.